# Carex congestiflora
Espèce
Classification phylogénétique
Carex congestiflora est une espèce des plantes du genre Carex et de la famille des Cyperaceae.